# بیدخت (زیرکوه)
بیدخت نام دهکده ای در شاسکوه بوده است که بعد از زلزله به پایین دست منتقل شده است و در بین روستای بهمن آباد و فندخت مستقر است. این روستا از در بخش شاسکوه، شهرستان زیرکوه استان خراسان جنوبی ایران است که حدود ۲۵۰ نفر در آن ساکن می باشند.